# Leoparden küßt man nicht
Leoparden küßt man nicht (Originaltitel: Bringing Up Baby) ist eine US-amerikanische Screwball-Comedy von Howard Hawks aus dem Jahr 1938 mit Cary Grant und Katharine Hepburn in den Hauptrollen. Das Drehbuch schrieben Dudley Nichols und Hagar Wilde. Die Handlung beruht auf einer Geschichte, die Wilde im Collier’s Magazine veröffentlicht hatte. Obwohl der Film ein finanzieller Misserfolg war, gilt er heute als eine der besten Komödien aller Zeiten. 1990 wurde er in das National Film Registry aufgenommen.

## Handlung
Dr. David Huxley ist ein vergeistigter, etwas zerstreuter Paläontologe. In den letzten vier Jahren arbeitete er an der Rekonstruktion eines großen Dinosauriers (Brontosaurus), für den ihm jetzt nur noch ein einziger Knochen fehlt. Huxley steht kurz vor der Hochzeit mit seiner Assistentin Alice Swallow. Für die dominante und ernsthafte Alice zählen Karriere und Wissenschaft mehr als Liebe und Familie. Sie will daher kein Kind mit David, sondern sieht den Brontosaurus als ihr „gemeinsames Kind“. Am Tag vor der Ankunft des Knochens und der Hochzeit schickt Alice ihren Verlobten zu einem Golfspiel mit dem Anwalt Peabody. Peabody ist der Anwalt der Millionärin Mrs. Carlton Random, die Davids Museum eine Million US-Dollar spenden könnte.
David soll einen möglichst guten Eindruck auf den Anwalt machen. Dieses Vorhaben scheitert, als David auf dem Golfplatz die äußerst temperamentvolle Susan Vance trifft. Sie hält Davids Golfbälle und auch sein Auto für ihr Eigentum. Am Abend trifft er sie in einem Restaurant wieder. Susan bringt David wiederholt in Situationen, die ihn in der Gunst von Mr. Peabody sinken lassen. Unter anderem sorgt ein Missgeschick von Susan dafür, dass der im Restaurant anwesende Psychiater Dr. Lehman David beschuldigt, die Handtasche seiner Frau gestohlen zu haben.
Am nächsten Tag bringt Susan David dazu, auf den zahmen Leoparden „Baby“ aufzupassen – ein Geschenk ihres Bruders an ihre Tante. Er soll ihr helfen, den Leoparden in das Landhaus ihrer Tante zu bringen. Auf dem Weg zum Landhaus stiehlt Susan das Auto von Dr. Lehman, um für das Falschparken keinen Strafzettel zu erhalten. Susan beschließt, dass sie sich in David verliebt hat. Sie versucht, ihn so lange wie möglich im Haus zu halten, um seine bevorstehende Hochzeit zu sabotieren. So lässt sie Davids Kleidung in die Reinigung bringen, und er muss ihre Kleidung anziehen. Tatsächlich verpasst David den Hochzeitstermin. In Frauenkleidung trifft er Susans resolute Tante, die ihrer Nichte verbieten will, diesen Mann zu heiraten.
Unglücklicherweise entpuppt sich Susans Tante als die Museumsspenderin Mrs. Elizabeth Carlton Random. Weil David einen denkbar schlechten Eindruck auf sie gemacht hat, stellt Susan ihn der Tante als leicht verrückten Großwildjäger „Mr. Bronto“ vor (in der Originalfassung: „Mr. Bone“). Davids Lage spitzt sich zu, als Susans Hund George den Brontosaurus-Knochen im Garten vergräbt. Bei einem Abendessen bei Tante Elisabeth mit Major Applegate, einem echten Großwildjäger, öffnet der betrunkene Gärtner Aloysius versehentlich das Gitter von Babys Käfig.
Die Beteiligten machen sich auf die Suche nach dem entkommenen Leoparden. Unterdessen soll ein weiterer, aber gefährlicher Leopard aus dem Zirkus eingeschläfert werden. David und Susan befreien versehentlich den gefährlichen Leoparden aus einem Transporter. Susan und David entdecken später den echten Baby auf einem Hausdach und singen das Lied I Can’t Give You Anything but Love, mit dem man den Leoparden anlocken kann. Unglücklicherweise gehört das Haus Dr. Lehman, der Susan und David inzwischen für notorische Diebe hält. Die beiden werden vom unfähigen Polizeichef Slocum als Einbrecher verhaftet. Major Applegate, Aloysius und Tante Elizabeth landen durch eine Verkettung unglücklicher Umstände ebenfalls im Gefängnis.
Susan erklärt Polizeichef Slocum, sie und die anderen Inhaftierten seien die berüchtigte „Leoparden-Gang“ und für viele Schandtaten verantwortlich. Susan kann durch einen Trick entkommen. Unterdessen erscheint Anwalt Peabody, um für die Freilassung der Beteiligten zu sorgen. Der Polizeichef entschuldigt sich, als plötzlich Baby und der Hund George auf der Polizeiwache erscheinen. Susan hat unterdessen den gefährlichen Leoparden – im Glauben, es sei Baby – zum Polizeipräsidium geschleppt. Mit vereinten Kräften gelingt es Susan und David, den wilden Leoparden in eine Zelle zu befördern.
Nach diesen Ereignissen trennt sich Davids Verlobte Alice von ihm. Susan gelingt es einige Tage später, den Knochen nach stundenlangem Graben mit George wiederzufinden. Zusammen mit dem Knochen übergibt sie ihm die Million Dollar als Spende. David und Susan gestehen sich gegenseitig ihre Liebe. Die zwei Tage mit ihr seien die schönsten in seinem Leben gewesen, sagt David. Kurz darauf bringt Susan versehentlich das Brontosaurus-Skelett zum Zusammensturz. Doch auch dieses Missgeschick kann die Liebe zwischen den beiden nur kurz stören.

## Hintergrund

### Vorgeschichte und Drehbuch
Im April 1937 erschien die Kurzgeschichte Bringing Up Baby der Autorin Hagar Wilde im Collier’s Magazine, auf die auch das Filmstudio RKO Pictures aufmerksam wurde. Dieses schlug dem Regisseur Howard Hawks, der gerade nach einem neuen Filmstoff suchte, die Geschichte vor. Er sicherte daraufhin die Filmrechte von Wilde für 1000 Dollar. Die Vorlage unterscheidet sich deutlich vom Film, so sind David und Susan schon zu Beginn ein Paar, und David ist kein Wissenschaftler. Die Geschichte um die Wildkatze wurde hingegen übernommen, nur ist es ein Leopard anstelle eines ursprünglich geplanten Schwarzen Panthers. Auch der Hund George, Susans wohlhabende Tante und der Song I Can’t Give You Anything but Love kommen bereits in Wildes Geschichte vor.
Ab Juni 1937 arbeitete Wilde gemeinsam mit dem erfahrenen Drehbuchautor Dudley Nichols. Während Wilde für den Humor und die Figuren verantwortlich war, kümmerte Nichols sich um die Struktur und Logik des Drehbuchs. Am Ende hatte das Drehbuch 202 Seiten. Zwischen Hagar Wilde und Dudley Nichols entwickelte sich eine Liebesbeziehung. Im August 1937 holte Hawks noch die Gagschreiber Robert McGowan und Gertrude Pacelle dazu, sie ergänzten unter anderem die Geschichte um den vergrabenen Dinosaurierknochen. Dies wurde von einer Folge der Comicserie Dinglehoofer and His Dog Adolph inspiriert. Aus dem Drehbuch wurden einige Szenen im Mittelteil gestrichen, in denen Susan und David sich gegenseitig Liebeserklärungen machen. Außerdem wurde die Figur des Ali – der ausländische Assistent von Major Applegate, der dessen Essen vorkosten sollte – herausgenommen. Dudley Nichols soll im Film zudem Anspielungen auf die Affäre zwischen Katharine Hepburn und John Ford untergebracht haben. Während des Drehs von Maria von Schottland war es zu einer Affäre zwischen der Hauptdarstellerin Hepburn und ihrem Regisseur Ford gekommen, die Nichols beobachtet hatte.

### Besetzung
Die Rolle der Susan Vance konnte schnell besetzt werden. Nachdem man kurz Hawks Cousine Carole Lombard in Betracht gezogen hatte, wurde Katharine Hepburn ausgewählt. Hepburns Filme hatten nach ihrem Oscar für Morgenrot des Ruhms wenig Erfolg an den Kinokassen gehabt, weshalb sie den Ruf eines Kassengifts besaß. RKO Pictures war daher glücklich darüber, dass Hepburns Vertrag mit dem Studio nach diesem Film endete. Der männliche Hauptdarsteller Cary Grant war hingegen durch den Film Die schreckliche Wahrheit im Vorjahr zu einem Star der Liebeskomödie aufgestiegen. Bevor Grant in der Rolle besetzt wurde, wollte Hawks den Stummfilmkomiker Harold Lloyd für die Rolle gewinnen; später lehnte man die Figur des Dr. Huxley an Lloyds Aussehen mit der markanten Rundbrille an. Weitere Kandidaten waren Ronald Colman, Robert Montgomery, Fredric March und Ray Milland. Der bekannte Foxterrier Skippy, der in der Dünne-Mann-Reihe als „Asta“ schon dem Ehepaar Nick und Nora Charles alias William Powell und Myrna Loy zur Seite gestanden hatte, wurde als George, Susans Hund, eingesetzt. Sowohl Baby als auch der Zirkusleopard wurden unter anderem von einem „Nissa“ gerufenen Tier verkörpert, das in den Jahren zuvor schon in einigen B-Filmen eingesetzt worden war. Im Film wurde sowohl ein Leopard als auch ein Jaguar als Leopard eingesetzt.
In den Nebenrollen musste Charlie Ruggles für die Rolle des Großwildjägers von Paramount Pictures ausgeliehen werden. Hawks besetzte Virginia Walker, die im Juni 1938 seinen jüngeren Bruder William Hawks heiraten sollte, als Davids Verlobte Alice Swallow. Walker verstarb 1946 mit nur 38 Jahren. Dem Sigmund Freud folgenden Klischee eines Psychiaters entsprechend, spricht die Figur des übereifrigen Psychiaters Dr. Lehman – der David und Susan für gefährliche Diebe hält – in der Originalfassung mit deutschem Akzent. Dargestellt wurde er vom gebürtigen Berliner Fritz Feld. In zwei Szenen ist auch die Österreicherin Tala Birell als seine Ehefrau Mrs. Lehman zu sehen. Nicht im Abspann erwähnte Darsteller des Films waren unter anderem: Jack Carson als Zirkusmitarbeiter, D’Arcy Corrigan in der ersten Szene des Films als Professor LaTouche, Billy Bevan als Barmann Tom (mit dem Erbsentrick) sowie Ward Bond als Motorradpolizist.

### Produktion
Der Film sollte ursprünglich vom 1. September bis 31. Oktober 1937 gedreht werden, doch der Termin konnte nicht eingehalten werden. Letztlich begann man mit den Dreharbeiten am 23. September. Zunächst wurden die Szenen in Susans Apartment gedreht, Anfang Oktober drehte man auf dem Golfplatz des Bel Air Country Club. Der Hauptteil des Films wurde auf einer Ranch nahe San Francisco gedreht, die im Film als Haus von Tante Elizabeth diente. Hepburn hatte einige Probleme mit ihrer Darstellung der Susan, da es sich um ihre erste komödiantische Filmrolle handelte, und meist betrieb sie Overacting. Deshalb bat Hawks den erfahrenen Broadway-Schauspieler Walter Catlett um Hilfe. Die Proben von Catlett mit Hepburn führten zu einem so guten Ergebnis, dass Catlett auf Bitte von Hepburn als trotteliger Polizeichef besetzt wurde.
Die Dreharbeiten verzögerten sich stark, da Grant und Hepburn während ihrer Szenen oft lachten; so benötigte man für die Aufnahme der Szene, in der Huxley Susan fragt, wo denn der Knochen des Brontosaurus sei, sechs Stunden. Auch verwarf oder änderte Hawks immer wieder Dialoge, was sich insbesondere bei den Gefängnisszenen bemerkbar machte: Ursprünglich waren nur fünf Drehtage angesetzt, letztlich wurden es zwölf. Auch die Arbeit mit den Tierdarstellern gestaltete sich als schwierig. Im Gegensatz zu Hepburn zeigte sich Cary Grant verängstigt vor den Raubkatzen am Filmset, sodass so oft wie möglich Doubles in den Szenen zwischen Grant und dem Leoparden zum Einsatz kamen. Es ist die Anekdote überliefert, dass Hepburn einmal einen Stoffleoparden in Grants Garderobe legte, sodass dieser, als er das Stofftier sah, panisch aus dem Zimmer flüchtete.
Am 6. Januar 1938 wurden als Letztes die Szenen vor dem Haus des Anwalts Peabody gedreht. Statt der eingeplanten etwa 700.000 US-Dollar kostete der Film rund 1,1 Millionen US-Dollar, was damals ein vergleichsweise hohes Budget für einen Film war. Dies lag vor allem an den durch insgesamt 40 Tage Drehverzögerung stark erhöhten Gehältern der Verantwortlichen.

## Rezeption

### Veröffentlichung und Nachwirkung
Bei Testvorführungen erhielt der Film von Zuschauern und Kritikern gute bis hervorragende Rezensionen, sodass das Studio einen großen Erfolg erwartete. Trotz einiger zweideutiger Szenen im Film gab es keine größeren Beanstandungen des National Board of Review. Der Film spielte allerdings in den USA nur 715.000 US-Dollar ein und erwies sich damit als großer Flop. Nur mit den zusätzlichen Einspielergebnissen aus dem Ausland konnten insgesamt 1.109.000 US-Dollar eingespielt werden. Dies bedeutete weltweit einen immer noch unzufriedenstellenden Gewinn von 15.000 US-Dollar.
Für den Regisseur Hawks bedeutete der kommerzielle Misserfolg das Ende seiner Karriere bei RKO, sodass er zu Columbia Pictures wechseln musste. Sein erster Film dort war S.O.S. Feuer an Bord, ebenfalls mit Grant, der ihn wieder in die Erfolgsspur zurückbrachte. Katharine Hepburns Ruf als Kassengift festigte sich noch: Nach einem weiteren Misserfolg mit Die Schwester der Braut (wieder mit Grant) musste sie sich aus ihrem Vertrag bei RKO freikaufen und kehrte an den Broadway zurück. Für ihre umjubelte Rückkehr ins Filmgeschäft sorgte 1940 die Filmkomödie Die Nacht vor der Hochzeit, ihre vierte und letzte Zusammenarbeit mit Cary Grant. In den folgenden Jahrzehnten gehörten sowohl Grant als auch Hepburn zu den führenden Stars in Hollywood.
In den 1950er- und 1960er-Jahren wuchs die Popularität des Films und er erhielt von Kritikern großes Lob. In der Nachbetrachtung wurde der Film nun als Höhepunkt der Screwball-Komödie angesehen. Ausgerechnet den Screwball-Aspekt sah Hawks jedoch als Knackpunkt für den ursprünglichen Misserfolg des Films: „I think the picture had a great fault and I learned an awful lot from that. There were no normal people in it. Everyone you met was a screwball and since that time I learned my lesson and don’t intend ever again to make everybody crazy.“
Der Regisseur Peter Bogdanovich, der den Film zu seinen Lieblingsfilmen zählte, drehte 1972 mit Is’ was, Doc? eine Hommage an Leoparden küßt man nicht. Mit Who’s That Girl wurde 1987 die Geschichte mit Madonna in der Hauptrolle ein weiteres Mal adaptiert.

### Kritiken
Für das Lexikon des internationalen Films handelt es sich um einen „Klassiker der Screwball-Komödie, die mit wunderbaren Einfällen, pausenlosem Witz und gelungener Situationskomik amüsante Unterhaltung von Format bietet“. Ähnlich sah es auch der Kölner Stadt-Anzeiger: „Eine der besten Komödien des Kinos. Übermütig in der Stimmung, perfekt in den Gags.“ Laut der Filmzeitschrift Cinema hätten die beiden Hauptdarsteller „die traditionellen Geschlechterklischees in einem Feuerwerk des Dialogwitzes [verkehrt]“. Das Fazit lautete: „Grandios komisch und total überdreht!“ Der Evangelische Filmbeobachter befand etwas nüchterner: „Einige Stellen von ausgelassener Phantasie heben den Film in seiner Komik aus dem üblichen Hollywood-Durchschnitt heraus.“
Dietrich Leder konstatierte, dass der gesamte Film in erster Linie von Sex handle, „ohne allerdings von ihm zu sprechen, geschweige denn ihn zu zeigen“. Dass materielle Dinge und Anerkennung nichts wert seien, „wenn sie mit der Verdrängung lustvoller Gefühle erkauft sind“, habe der Film schlüssig dargelegt. Auch Hepburn und Grant hätten als „perfekte[s] Chaos-Paar“ für das Funktionieren dieser Filmlogik gesorgt. Leder lobte zudem das Drehbuch, „das einige der besten Dialoge enthält, die für eine Screwball comedy geschrieben wurden“. Hawks’ „temporeiche Inszenierung“ habe „den Witz der Dialoge“ zusätzlich erhöht. Daher sei Leoparden küßt man nicht auch „der beste Ausweis jener ‚handwerklichen Intelligenz‘, die Jacques Rivette Howard Hawks attestierte“.

## Synchronisation
Eine verkürzte, 94-minütige Synchronfassung entstand zum deutschen Kinostart am 18. März 1966. Das Dialogbuch verfasste Hans-Bernd Ebinger, Dialogregie führte Ingeborg Grunewald. Für eine rekonstruierte Fernsehfassung wurden 1994 die entfallenen acht Minuten mit untertiteltem Originaldialog wieder hinzugefügt.
| Rolle                  | Darsteller        | Synchronsprecher |
| ---------------------- | ----------------- | ---------------- |
| Dr. David Huxley       | Cary Grant        | Erik Schumann    |
| Susan Vance            | Katharine Hepburn | Margot Leonard   |
| Tante Elizabeth Random | May Robson        | Erna Großmann    |
| Major Horace Applegate | Charles Ruggles   | Paul Bürks       |
| Constable Slocum       | Walter Catlett    | Klaus W. Krause  |
| Aloysius Gogarty       | Barry Fitzgerald  | Anton Reimer     |
| Dr. Fritz Lehman       | Fritz Feld        | Wolf Rahtjen     |
| Alice Swallow          | Virginia Walker   | Ingrid Capelle   |
| Mr. Alexander Peabody  | George Irving     | Robert Klupp     |
| Mitarbeiter im Zirkus  | Jack Carson       | Wolfgang Hess    |